# Peyrusse-Massas
Peyrusse-Massas (gaskognisch: Peirussa Massàs) ist eine französische Gemeinde mit 114 Einwohnern (Stand: 1. Januar 2022) im Département Gers in der Region Okzitanien (vor 2016 Midi-Pyrénées). Sie gehört zum Arrondissement Auch und zum Kanton Gascogne-Auscitaine. Peyrusse-Massas ist zudem Mitglied des 2001 gegründeten Gemeindeverbands Grand Auch Cœur de Gascogne.

## Lage
Peyrusse-Massas liegt etwa elf Kilometer nördlich von Auch. Umgeben wird Peyrusse-Massas von den Nachbargemeinden Mérens im Norden, Roquefort im Nordosten, Roquelaure im Osten und Süden, Castillon-Massas im Süden sowie Lavardens im Westen.

## Bevölkerungsentwicklung
| Jahr                       | 1962 | 1968 | 1975 | 1982 | 1990 | 1999 | 2006 | 2011 | 2020 |
| Einwohner                  | 109  | 110  | 76   | 85   | 81   | 84   | 101  | 104  | 109  |
| Quellen: Cassini und INSEE |      |      |      |      |      |      |      |      |      |

## Sehenswürdigkeiten
- Kirche Saint-Gilles aus dem 12. Jahrhundert, Monument historique seit 1979
- Garten mit fleischfressenden Pflanzen[1]

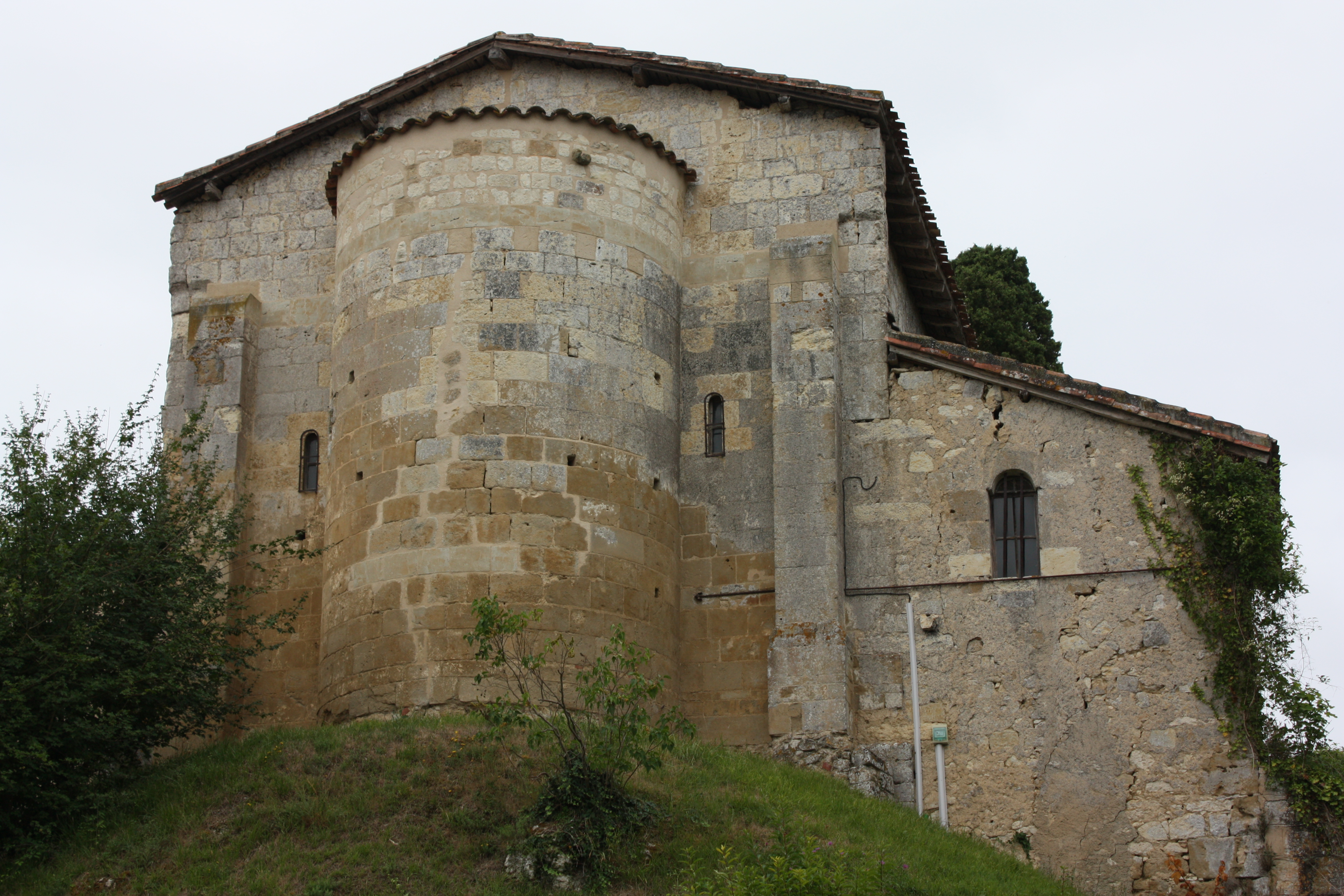
Kirche Saint-Gilles